# Gladys Aylward
Gladys May Aylward (24 de fevereiro de 1902 – 3 de janeiro de 1970) foi uma missionária cristã evangélica britânica na China, cuja história foi contada no livro The Small Woman: The Heroic Story of Gladys Aylward, de Alan Burgess, publicado em 1957. O livro serviu de base para o filme The Inn of the Sixth Happiness, estrelado por Ingrid Bergman, em 1958. O filme foi produzido pela Twentieth Century Fox e filmado inteiramente no Norte de Gales e na Inglaterra.

## Vida pregressa
Aylward nasceu em 1902, uma dos três filhos de Thomas John Aylward (um carteiro) e Rosina Florence, uma família da classe trabalhadora de Edmonton, Norte de Londres. Desde a adolescência, Gladys trabalhou como empregada doméstica. Seguindo um chamado para ir para o exterior como missionária cristã, ela foi aceita pela China Inland Mission para estudar em um curso preparatório de três meses para aspirantes a missionários. Por causa de sua falta de progresso no aprendizado da língua chinesa, ela não recebeu treinamento adicional.
Em 15 de outubro de 1930, tendo trabalhado para Sir Francis Younghusband, Aylward gastou suas economias em uma passagem de trem para Yangcheng, Província de Shanxi, China. A viagem perigosa a levou pela Sibéria na Ferrovia Transiberiana em um momento em que a União Soviética e a China estavam em uma guerra não declarada. Ela foi detida pelos russos, mas conseguiu evitá-los com ajuda local e uma carona de um navio japonês. Ela então viajou pelo Japão com a ajuda do cônsul britânico e pegou outro navio para a China.

## Trabalhar na China
Ao chegar ao Condado de Yangcheng, Aylward trabalhou com uma missionária mais velha, Jeannie Lawson, para ajudar a administrar The Inn of the Eight Happinesses (chinês tradicional: 八福客栈, pinyin: bāfú kèzhàn), um nome baseado nas oito virtudes do Amor, Virtude, Gentileza, Tolerância, Lealdade, Verdade, Beleza e Devoção. Lá, ela e a Sra. Lawson não apenas forneceram hospitalidade aos viajantes, mas também compartilharam histórias sobre Jesus, na esperança de espalhar o cristianismo nascente. Por um tempo, ela serviu como assistente do Governo da República da China como uma "inspetora de pés", viajando pelo interior para fazer cumprir a nova lei contra a amarração dos pés de jovens chinesas. Ela obteve muito sucesso em um campo que havia produzido muita resistência e até mesmo violência às vezes contra os inspetores.
Aylward tornou-se cidadã da República da China em 1936 e era uma figura reverenciada entre o povo, acolhendo órfãos e adotando vários, intervindo em um tumulto volátil na prisão e defendendo a reforma prisional, arriscando sua vida muitas vezes para ajudar os necessitados. Em 1938, a região foi invadida por forças japonesas, e Aylward levou mais de 100 órfãos para a segurança nas montanhas, apesar de estarem feridos e doentes, cuidando pessoalmente deles (e convertendo muitos ao cristianismo).
Ela não retornou à Grã-Bretanha até 1949, quando sua vida na China foi considerada em grande perigo pelos comunistas – o exército estava ativamente procurando missionários. Estabelecendo-se em Basingstoke, ela deu muitas palestras sobre seu trabalho. Após a morte de sua mãe, Aylward buscou retornar à China. Após a rejeição do governo comunista e uma estadia em Hong Kong administrada pelos britânicos, ela finalmente se estabeleceu em Taiwan em 1958. Lá, ela fundou o Orfanato Gladys Aylward, onde trabalhou até sua morte em 1970.

## The Inn of the Sixth Happiness
Um filme baseado em sua vida, The Inn of the Sixth Happiness, foi lançado em 1958. Ele foi inspirado na biografia The Small Woman, de Alan Burgess. Embora ela tenha se tornado uma figura de interesse internacional por causa da popularidade do filme e das entrevistas na televisão e na mídia, Aylward ficou mortificada com sua representação no filme e as liberdades que ele tomou. A alta (1,75 m/5' 9"), atriz sueca loira Ingrid Bergman era inconsistente com a pequena estatura de Aylward, cabelo escuro e sotaque do Norte de Londres. As lutas de Aylward e sua família para efetuar sua viagem inicial à China foram desconsideradas em favor de um dispositivo de enredo de filme de um empregador 'condescendente em escrever para "sua velha amiga" Jeannie Lawson'. Além disso, as viagens perigosas e complicadas de Aylward pela Rússia, China e Japão foram reduzidas a 'alguns soldados rudes', após o que 'o trem de Hollywood a deixou perfeitamente em Tientsin'. Muitos personagens e nomes foram alterados, mesmo quando esses nomes tinham significado significativo, como os de seus filhos adotivos e o da pousada, que foi nomeada de fato pela crença chinesa no número 8 como sendo auspicioso. Seu próprio nome foi alterado; na vida real, ela recebeu o nome chinês Aiweide (chinês tradicional: 艾偉德, pinyin: Àiwěidé, lit. ‘The Virtuous One’ – uma aproximação fonética de Aylward), mas no filme, ela recebeu o nome de Jen-Ai (chinês tradicional: 真愛, pinyin: Zhēn'ài, lit. ‘true love’). O coronel Lin Nan foi retratado como meio-europeu, uma mudança que ela considerou um insulto à sua verdadeira linhagem chinesa, e ela sentiu que as cenas de amor embelezadas por Hollywood no filme prejudicaram sua reputação. Ela não apenas nunca havia beijado um homem, mas o final do filme retratou sua personagem deixando os órfãos para se juntar ao coronel em outro lugar, embora na realidade ela não tenha se aposentado do trabalho com órfãos até os 60 anos. Ela dedicou o resto de sua vida aos órfãos em Taiwan e foi enterrada em Taipei.

## Morte e legado
Aylward morreu em 3 de janeiro de 1970, cerca de um mês e meio antes de seu 68º aniversário, e foi enterrada em um pequeno cemitério no campus do Christ's College em Guandu, Nova Taipei, Taiwan. Ela era conhecida pelos chineses como (chinês: 艾偉德; pinyin: Àiwěidé; lit. 'The Virtuous One' – uma aproximação chinesa de Aylward). Seu ministério em Taipei continua a se desenvolver e agora é chamado de Bethany Children's Home. A nova diretora, Sharon Chiang (chinês tradicional: 江秀圈), foi chamada de Seattle para desenvolver ainda mais o Bethany Children's Home por sua nova visão e novo edifício.
Uma escola secundária de Londres, antigamente conhecida como 'Weir Hall and Huxley', foi renomeada para Gladys Aylward School logo após sua morte. Há uma placa comemorativa azul na casa onde Gladys morava perto da escola em 67 Cheddington Road, Londres N18.
Uma "casa" também recebeu o nome de Gladys Aylward na Fernwood Comprehensive (antiga Secondary Modern) School, em Wollaton, Nottingham.
Vários livros, contos e filmes foram desenvolvidos sobre a vida e a obra de Gladys Aylward.